# Pedro Ansúrez
Pedro Ansúrez (c. 1037-Valladolid,  9 de septiembre de 1118/1119) fue conde en Liébana, Carrión y Saldaña y señor de Valladolid, en cuya catedral está enterrado.

## Biografía
Miembro del linaje de los Banu Gómez, familia documentada desde el siglo x en el norte de Palencia y en Liébana, era hijo del magnate Ansur Díaz y de su primera esposa, cuyo nombre se desconoce.
Desde muy joven se relacionó con el niño que luego se convirtió en Alfonso VI de León. A su padre, Ansur Díaz, le fue confiada la educación como caballero del futuro rey y este pasó largas temporadas durante su juventud en las tierras del noble junto con sus hijos, entre ellos Pedro Ansúrez, como dicen algunos autores, o quizás en sus estancias en la ciudad de León, capital del reino, donde sus padres edificaron y habitaron un palacio.
Quizás como consecuencia de esta relación se convirtió en uno de los magnates más destacados del reino en cuanto Alfonso accedió al trono tras la muerte de su padre. Ya en 1067 ostentaba el cargo de mayordomo real. Investido con la dignidad condal hacia 1068, cuando confirmó un documento del rey Alfonso VI como Petrus Assuriz, comes, le fueron encomendadas varias tenencias que gobernó por mandato del rey, entre ellas Carrión (desde 1074), San Román de Entrepeñas (1077, tenencia compartida con su hermano Diego) y Saldaña. A partir de 1084 también gobernaba Zamora y Toro y, desde 1101, la de Liébana. Al volver al Reino de León después de permanecer en el condado de Urgel tras la muerte de su yerno el conde Armengol, volvió a gobernar, desde diciembre de 1109 hasta su muerte, Carrión, Saldaña y San Román. En 1113 el rey le encomendó el gobierno de las plazas de Melgar, Simancas y Cabezón, además de Torremormojón poco antes de su muerte.
Como consecuencia de su preeminente posición en la corte y a pesar de pertenecer a una rama secundaria de la familia, Pedro asumió la jefatura de la casa de los Banu Gómez tras la muerte de su tío Gómez Díaz, conde en Carrion y Saldaña .
Esta rápida ascensión social estuvo a punto de ser truncada cuando los Banu Gómez y Pedro Ansúrez fueron derrotados junto a Alfonso VI en la batalla de Golpejera librada en un paraje próximo a Carrión, la tenencia emblemática de la familia. Como consecuencia de este enfrentamiento Alfonso fue destronado y desterrado y se acogió a la protección del rey de la taifa de Toledo. Pedro Ansúrez y sus hermanos Fernando y Gonzalo le acompañaron en 1072 a su destierro.
Desde Toledo es probable que tuvieran un papel destacado en su regreso y proclamación como rey después de la muerte de su hermano Sancho en Zamora y también en el origen de la sublevación de esta ciudad. Tras la vuelta de Toledo y como miembro destacado del bando triunfador obtuvo diversos beneficios concedidos por Alfonso VI.
En 1074 Alfonso le envió como embajador ante el rey de la taifa de Granada para reclamar el pago de las parias pendientes. Ante la respuesta negativa de este y en alianza con el rey de la taifa de Sevilla erigió una fortaleza en Belillos junto al actual río del mismo nombre y a medio camino entre Alcalá la Real y Granada. Desde ella las tropas sevillanas y leonesas acosaron Granada.
Más tarde el rey le confió la custodia y la educación de su hija Urraca después de los esponsales de la joven infanta, la futura reina Urraca de León, con el conde Raimundo de Borgoña, hasta que alcanzara la edad para contraer matrimonio, lo cual tuvo lugar en 1095.
Coetáneo de El Cid, se enfrentó a él y fue derrotado en Golpejera. Luego intervino en los sucesos de Zamora y la muerte del rey Sancho. Confirmó como testigo la carta de arras que Rodrigo Díaz de Vivar otorgó a favor de su esposa Jimena Díaz. Mantuvo una posición de favor con Alfonso VI mientras que El Cid fue desterrado. Tan cercano a Alfonso VI estuvo Pedro Ansúrez como alejado El Cid. Parece que representaban bandos enfrentados de los reinos castellano y leonés, aunque no se reseña enemistad ni enfrentamiento personal entre ellos, como ocurre en el caso de García Ordóñez.
Al enviudar su hija María de su marido el conde de Urgel, Armengol V (conocido como el «de Mollerusa» porque falleció el 14 de septiembre de 1102 combatiendo a los musulmanes en esa localidad), Pedro Ansúrez se trasladó al condado pirenaico como protector de su nieto menor de edad Armengol VI de Urgel. Allí vivió entre 1102 y 1108 y tomó parte activa junto con Ramón Berenguer III y Alfonso I de Aragón en la conquista de Balaguer. Allí también se convirtió, en virtud de los pactos alcanzados para conseguir su ayuda, en vasallo de estos monarcas.
Tras el desastre de la batalla de Uclés en 1108 y la muerte en ella del infante Sancho Alfónsez, su único heredero varón, Alfonso VI, concertó el matrimonio de su hija y heredera Urraca I con el rey Alfonso I el Batallador. Poco después de fallecer el monarca leonés, y habiendo regresado de Urgel, se celebró el enlace en 1109 en el castillo de Monzón de Campos (Palencia), cuya tenencia estaba en manos de Pedro Ansúrez, que ejerció de padrino. Muy probablemente el conde Pedro, que había sido ayo de la infanta y que en su etapa de regente de Urgel se había convertido también en vasallo del rey de Aragón, así aconsejó y promovió este matrimonio que, además de fortalecer la situación del reino ante la amenaza almorávide, fortalecía su propia posición en la corte valiéndose de sus recientes amistades aragonesas.
Este matrimonio no funcionó, sin embargo, debido a la oposición de parte de la nobleza, sobre todo la gallega, del clero cluniacense y por la actitud de la propia reina, a la que algunas crónicas atribuyen una actitud poco conveniente. Cuando el papa amenazó con excomulgar a los cónyuges en caso de permanecer juntos debido a su parentesco, Alfonso repudió a Urraca.

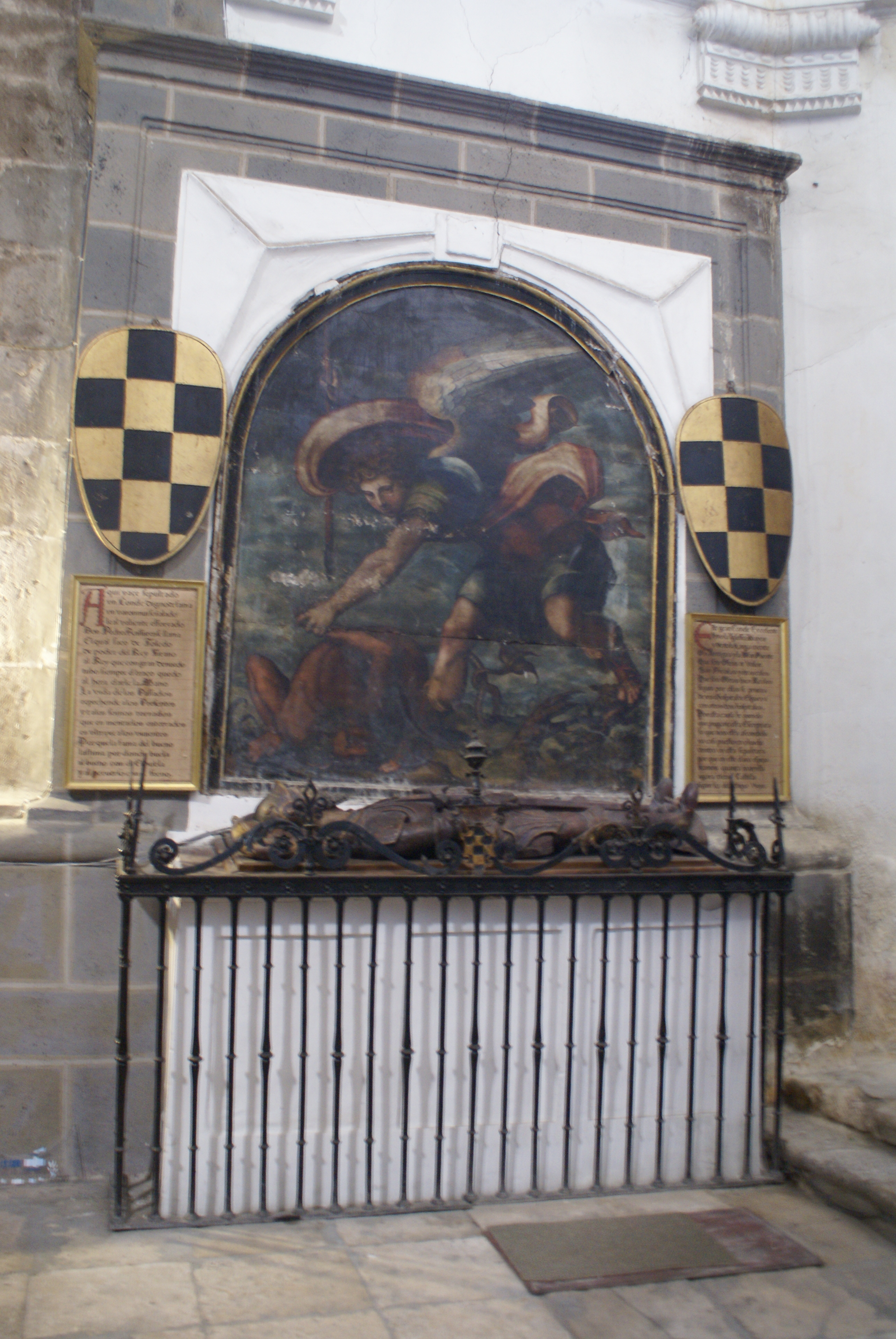
Sepulcro del conde Pedro Ansúrez, señor y repoblador de Valladolid

En los conflictos derivados de este matrimonio el conde se encontró en una situación comprometida para conciliar su lealtad a Alfonso I el Batallador con la que le debía a Urraca y al reino de León. Según cierta tradición, para salvar en último extremo esta contradicción y su honor, haciendo alarde de valor, se presentó ante Alfonso I a lomos de un caballo blanco, vestido de rojo y con una soga anudada al cuello ofreciéndole que disponga de su vida. El rey le perdonó y las crónicas ensalzaron su valor.
Su última aparición en la documentación medieval fue el 9 de diciembre de 1117 cuando, junto con su esposa Elvira Sánchez, donó al monasterio de San Isidro de Dueñas la mitad de una heredad en Valhenoso, en territorio de Trigueros, por el remedio de su alma y la de su difunta esposa la condesa Eylo. Falleció el 9 de septiembre de 1119.
En 1101 el conde y su esposa habían redactado una carta de profiliación por la que cedían sus cuerpos y sus almas al monasterio de Sahagún. Allí decidió enterrarse su señor Alfonso VI y allí también enterraron ambos cónyuges a su hijo Pedro. Sin embargo, es muy probable que Pedro Ansúrez fuera enterrado en la colegiata de Santa María la Mayor. Cuando este edificio fue destruido para levantar la catedral de Valladolid, sus restos fueron trasladados a esta, donde se puede ver su sepulcro en uno de los lados de la capilla del ábside de la nave del Evangelio.

## Pedro Ansúrez y Valladolid
Tradicionalmente la ciudad de Valladolid ha considerado siempre a Pedro Ansúrez como su fundador. En su plaza Mayor una estatua exenta de cuerpo entero le rinde homenaje y el salón de recepciones del ayuntamiento esta presidido por un retrato suyo, probablemente idealizado. Sin embargo, ante la evidencia de la existencia de un núcleo de población anterior a su presencia en la zona, la mayoría de los historiadores se refieren al conde actualmente como «repoblador» de Valladolid. Quizás lo más correcto sea afirmar que fue el primer "dominus villae" de la población, por lo menos el primero del que se tiene conocimiento.
No se sabe desde cuándo exactamente intervino el conde en Valladolid, aunque es muy posible que lo hiciera después del exilio toledano de 1072. El dominio o señorío de Valladolid puede ser una de las prebendas que le otorgó Alfonso VI cuando fue entronizado de nuevo como rey de León y ahora también de Castilla tras la muerte de su hermano Sancho.
En ese momento Pedro Ansúrez poseía, entre otras, las tenencias de Carrión y Saldaña, pero esos territorios estaban muy vinculados a otros miembros de la familia Banu Gómez. Valladolid era un territorio de reciente y escasa repoblación no vinculado hasta entonces a ninguna gran familia de magnates. Puede ser por esto que el conde lo eligió como centro de sus actividades.
En torno a 1080 fundó la Colegiata de Santa María la Mayor e inició su construcción. En 1095 se celebró en Valladolid una ceremonia solemne para consagrarla a la que asistieron Alfonso VI de León y los nobles más importantes del reino. Este fue seguramente el momento cumbre del ascendente político de Pedro Ansúrez.
El diploma otorgado con motivo de esa consagración, en el que Pedro Ansurez y su esposa Eylo Alfonso dotaron generosamente a la nueva colegiata, es el primer documento que informa sobre la existencia de dos edificios religiosos anteriores en Valladolid, uno de ellos situado en la actual plaza de San Miguel y dedicado a Pelayo (mártir) y otro en la actual calle de la Encarnación dedicado a Julián de Toledo. Ambos son santos cuyo culto es frecuente en las comunidades mozárabes. También informa de la existencia de un Concejo municipal.
En esa escritura los condes dotaron a la colegiata con un barrio entero y otros bienes inmuebles en la villa, además de la propiedad de las dos iglesias existentes en ese momento y de todas las que posteriormente se levantaren. Además facultaron a su abad para repoblar la zona sureste de la villa allende el Esgueva.
La tradición dice que el conde Pedro, además de la colegiata, hizo construir un palacio para él y su esposa, un hospital, un puente sobre el río Pisuerga (el puente mayor) y la iglesia de Santa María La Antigua
En cuanto a esta última, no hay documentación hasta 1177, mucho después de la muerte de Pedro. El término “antigua”, al que muchos autores han atribuido su precedencia en el tiempo a la construcción de la colegiata, es en realidad una advocación mariana.
Al Hospital de Esgueva, en la calle del mismo nombre de Valladolid y ya desaparecido, se le atribuía haber sido el antiguo palacio construido por el conde, pero no hay constancia documental de ello.
En cuanto al puente de tiempos del conde, si se construyó debió ser de madera y solo posteriormente fue construido el de piedra.
Aunque los contornos jurídicos concretos del señorío del conde sobre la villa de Valladolid son objeto de debate, lo cierto es que actuó como dominus villae en numerosas ocasiones y como tal fue citado. Las disposiciones de la escritura de dotación de la colegiata presuponen un amplio dominio sobre la plaza, bien sea como lugarteniente real o bien a título de propiedad señorial. Ese dominio tiene un alcance hereditario y fue ejercido a la muerte del conde por su nieto Armengol VI de Urgel, ya que su yerno Armengol V había fallecido mucho tiempo antes, batallando en Mollerusa contra los moros.
Es a partir del señorío de Pedro Ansúrez cuando la villa inició su despegue, lo que justifica que a todos los efectos se le considere su fundador a pesar de no serlo en sentido estricto.

## Protagonista de una cantata lírica

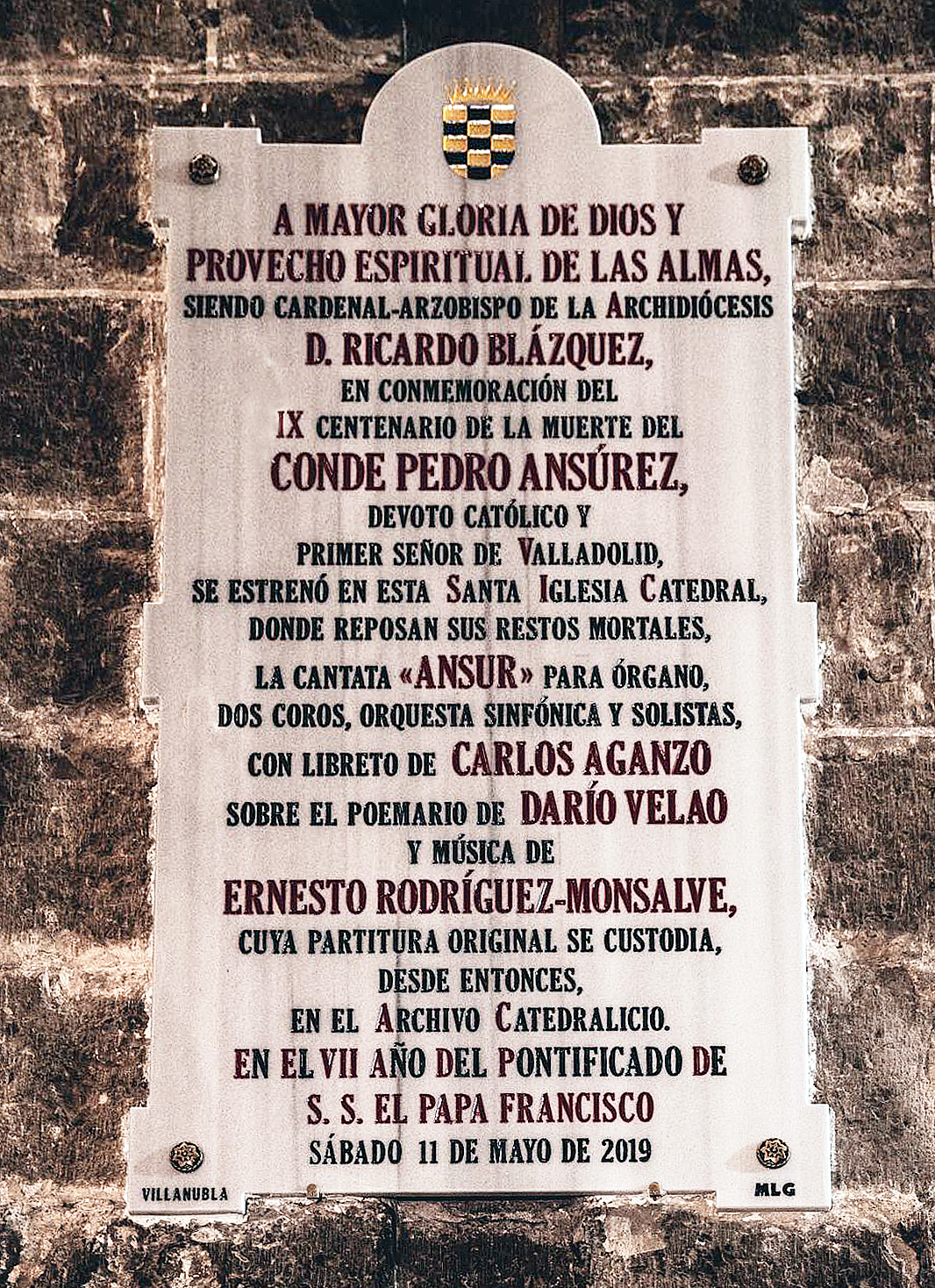
Placa conmemorativa del estreno de la obra "Ansur", de Ernesto Monsalve y Carlos Aganzo

En 2019, como colofón a los actos conmemorativos del IX centenario de la muerte de Ansúrez, el Ayuntamiento de Valladolid encargó al músico Ernesto Monsalve y al poeta y periodista Carlos Aganzo la creación de una ópera u oratorio profano sobre la vida del conde y de Eylo, su esposa. El resultado de aquel trabajo fue Ansur, una cantata lírica para solistas, dos coros, órgano y orquesta sinfónica de aproximadamente dos horas de duración.
La obra tiene a Ansúrez y Eylo como protagonistas de un argumento inspirado en el poemario El Conde Ansúrez de Darío Velao, de 1911. Los condes fueron interpretados en el estreno, el 11 de mayo de 2019, por el barítono Luis Santana y la soprano Montserrat Martí Caballé, quienes fueron acompañados por el coro Ciudad de León y el coro Cappella Lauda y la Orquesta Filarmónica de Valladolid bajo la dirección del autor.
Desde entonces, una placa de mármol de tres metros instalada en la Catedral de Valladolid conmemora el acontecimiento. La Diputación de Valladolid publicó la edición de la partitura bajo el número de depósito legal VA463-2019.

## Descendencia
Se casó con Eylo Alfonso, fallecida entre 1110 y 1113, hija del conde Alfonso Muñoz y de la condesa Aldonza González, lo cual le benefició con numerosas propiedades, entre otras en el valle de Trigueros.
De su matrimonio con Eylo Alfonso tuvo los siguientes cinco hijos:
- Mayor, la primogénita, que casó en primeras nupcias con Alvar Fáñez Minaya,[10] hombre de confianza de El Cid y compañero en sus conquistas;[26] y en segundas con Martín Pérez de Tordesillas.[10][27]

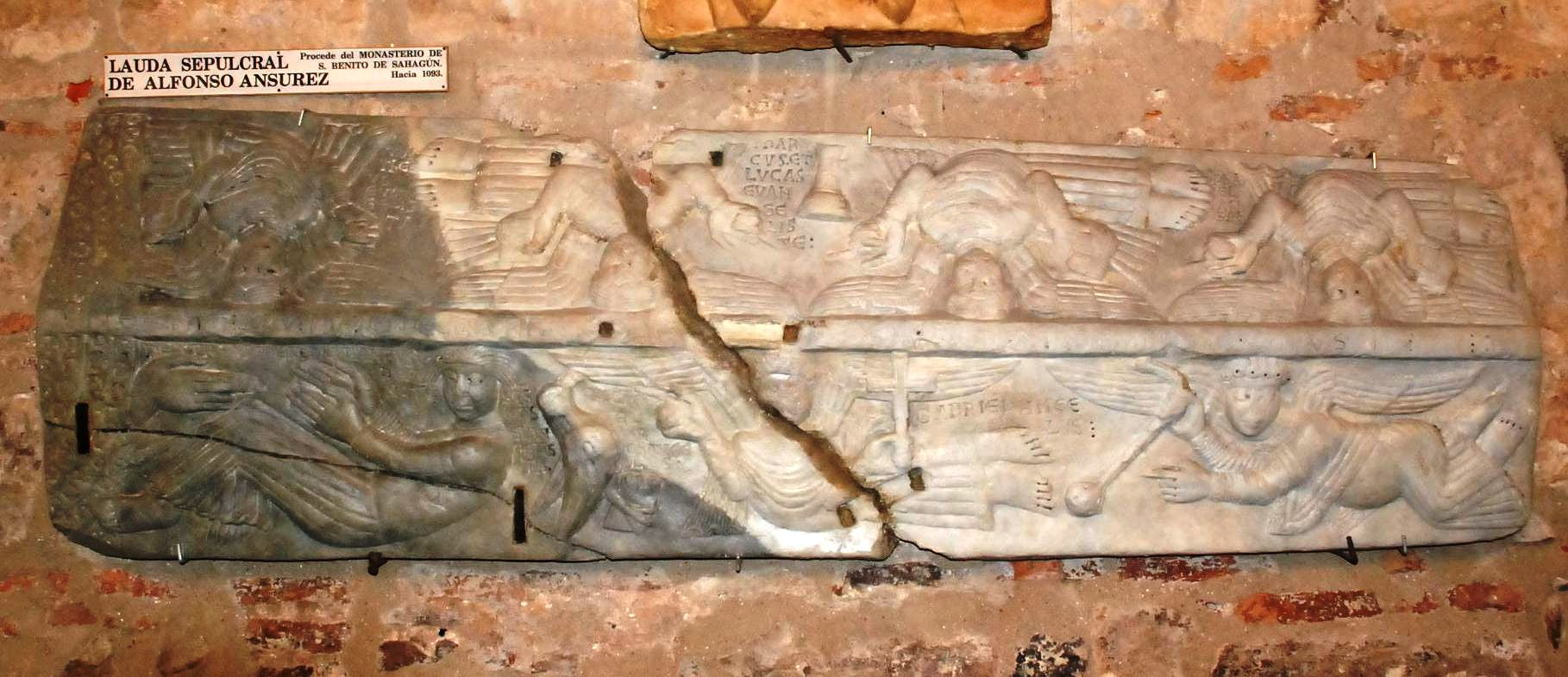
Tapa del sarcófago de Alfonso Pérez, hijo de Pedro. Procedente del Monasterio Real de San Benito de Sahagún, esta lápida fue vendida al Museo Metropolitano de Arte de Nueva York en 1926; y volvió a España en 1932, canjeada por otras piezas arqueológicas. Aunque la foto está tomada en el momento en el que estuvo depositado en el Museo de la Colegiata de San Isidoro de León, actualmente está custodiada en el Museo Arqueológico Nacional (España). El epitafio reza: «En el sexto día de los idus de diciembre del año de la era de 1131, murió Alfonso, el hijo querido del conde Pedro Ansúrez y de la condesa Elion».

- María, que fue esposa de Armengol V, conde de Urgel, y pronto su viuda; y madre del heredero Armengol VI.[27][20]
- Urraca, que casó en dos ocasiones: la primera con el conde gallego Sancho Pérez,[10][26][27][29] fallecido antes de 1113, uno de los hijos del primer matrimonio de Gontrodo cognomento «Mayor» Rodríguez, la segunda esposa del conde Pedro Froilaz;[30] y, en segundas nupcias, con Lope López de Carrión.[26]
- Alfonso, fallecido el 8 de diciembre de 1093 a corta edad.[10][20][28][31]
- Fernando, que sobrevivió a su padre pero no alcanzó una posición tan destacada como él.[10][20] Gobernó como tenente de San Román de Entrepeñas, según consta en la documentación del monasterio de Santa María de Piasca.[10][20] Contrajo matrimonio con Eylo Rodríguez, con quien aparece el 29 de abril de 1120 haciendo una donación al monasterio de San Román de Entrepeñas[10] de unas heredades gananciales más otras que la reina Urraca había concedido anteriormente a su padre, el conde Pedro Ansúrez.[32]

En 1113, el conde Pedro Ansúrez volvió a contraer matrimonio, esta vez con Elvira Sánchez, de quien no hubo descendencia.